# Frohser Berg

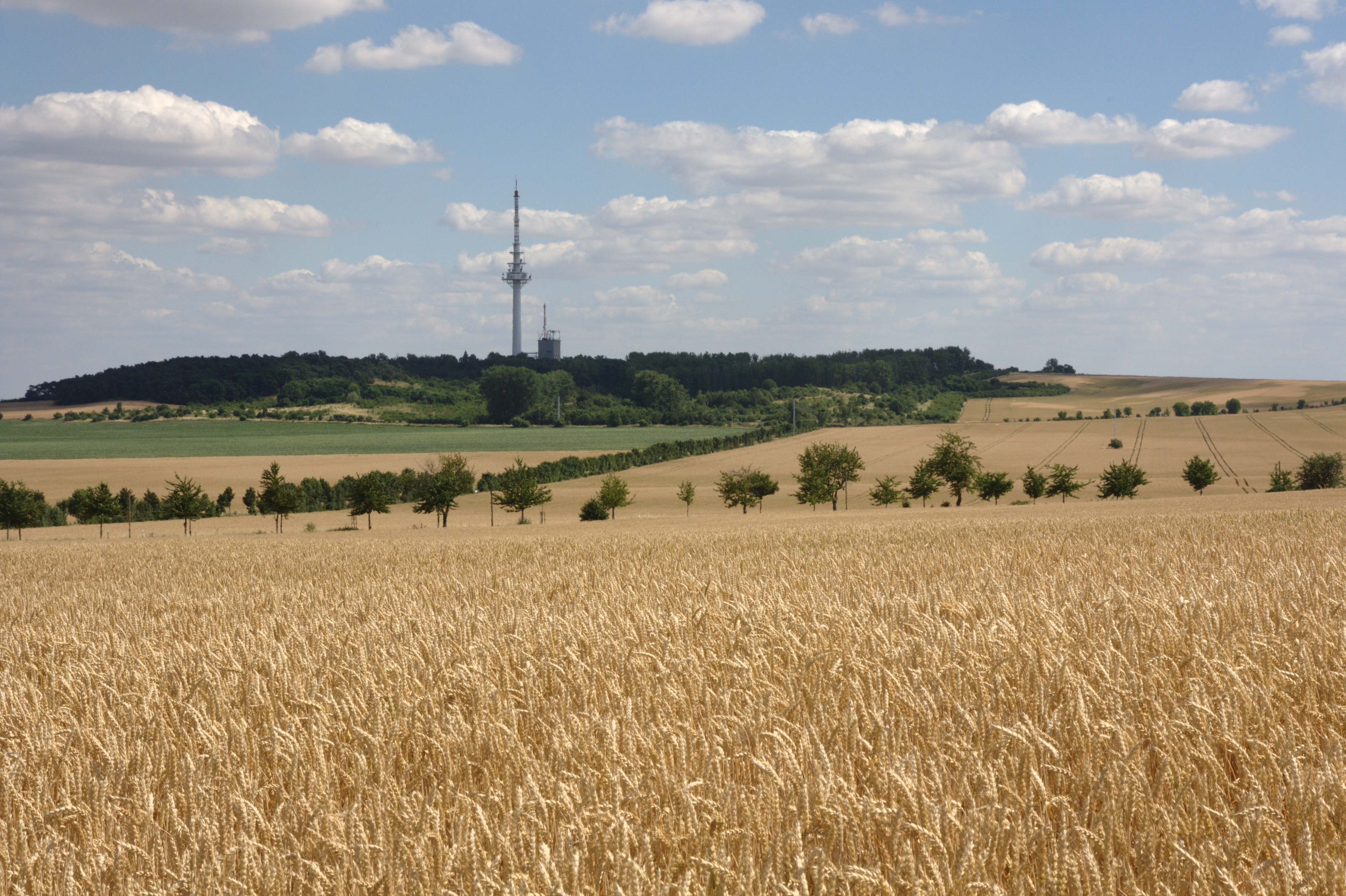
Frohser Berg mit Sendeanlage, Ansicht von Nord-Westen

Der Frohser Berg ist eine Erhebung südlich der Stadt Magdeburg in Sachsen-Anhalt.
Ihren Namen verdankt die Erhebung dem heute zu Schönebeck (Elbe) gehörenden Ort Frohse, in dessen Gemarkung der südliche Teil des Hügels liegt. In der Vergangenheit war auch die Bezeichnung Frohsesche Berge gebräuchlich. In der Bevölkerung war bezugnehmend auf den Bewuchs mit Kiefern auch der Name Die Kienen geläufig.

## Geografie

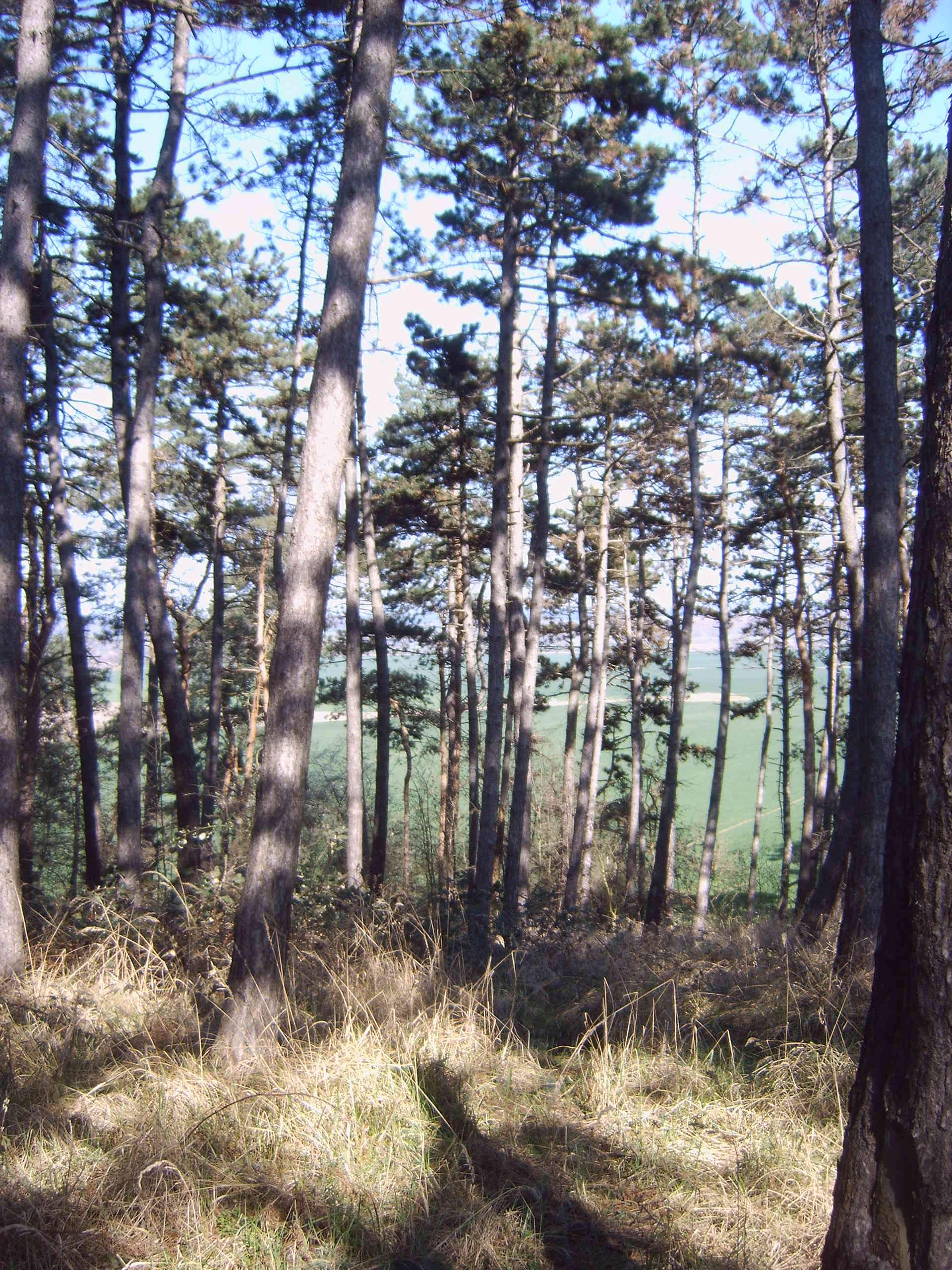
Blick durch den Wald auf dem Frohser Berg

Der Frohser Berg erreicht eine Höhe von 115,5 Meter und gehört zu einem eiszeitlich entstandenen Höhenzug, zu dem auch der westlich gelegene Kreuzberg und die etwas weiter nördlich gelegenen Sohlener Berge zählen. Auf seinem Gipfel befinden sich zwei Türme mit Funkanlagen. Der größere Turm, der Sender Frohser Berg, hat eine Höhe von 158 Meter.
Auf dem Hügel verläuft die Grenze zwischen dem zu Magdeburg gehörenden Stadtteil Westerhüsen und der südlich gelegenen Stadt Schönebeck (Elbe). Die Funktürme befinden sich knapp auf Schönebecker Gemarkung. Die westlichen Ausläufer des Frohser Bergs gehören zur Gemarkung von Welsleben.
Der Frohser Berg ist von landwirtschaftlichen Nutzflächen umgeben. In Richtung Schönebeck liegt die Deponie Frohser Berg.
Bedingt durch die Lage des Frohser Bergs am Rande der sonst eher flachen Magdeburger Börde ist eine gute Fernsicht in die Umgebung möglich, insbesondere auf die Stadt Magdeburg. In historischer Zeit soll sich in einer Talsenke im Bereich des Frohser Bergs eine kleine Quelle, der sagenumwobene Oll-Heinrich-Spring, befunden haben.

## Fauna und Flora
Der Frohser Berg ist nach Aufforstungen von einem artenreichen Eichen-Linden-Kiefern-Wald bestanden. Mit seinem trockenwarmen Wald, Gebüsch und vor allem wegen des dort vorhandenen Trockenrasens ist der Frohser Berg als besonders geschützter Biotop ausgewiesen. Es kommen eine Vielzahl von Insektenarten, Raubwürgern und Vögeln, so auch die Nachtigall, vor. Pflanzenarten wie die Gemeine Hasel, die Tauben-Skabiose und der Acker-Gelbstern wurden hier gefunden. Auch wird das Vorkommen pontischer, also eigentlich eher im Gebiet des Schwarzen Meers vorkommender Pflanzen beschrieben.

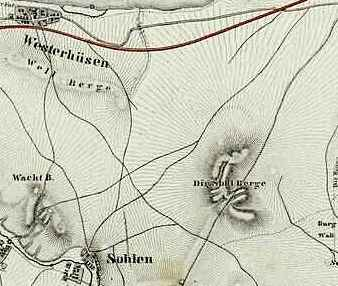
Der Frohser Berg auf einer Karte von 1841, als Die Sohl Berge bezeichnet. Links (Norden) Sohlen und die Sohlener Berge, oben (Osten) Westerhüsen

Der Botaniker Paul Ascherson besuchte in den 1850er Jahren unter anderem auch den Frohser Berg. In seinem 1864 veröffentlichten Werk über die Flora der Provinz Brandenburg, der Altmark und des Herzogthums Magdeburg listete er die von ihm und seinen Mitarbeitern am Frohser Berg festgestellten Pflanzenarten auf. Es bestand eine vielfältige Flora. Gefunden worden waren: Acker-Hohlzahn, Acker-Hundskamille, Acker-Schwarzkümmel, Acker-Trespe, Ähriger Ehrenpreis, Anagallis coerulea, Aufrechter Ziest, Ausdauernder Rapsdotter, Behaarter Ginster, Berg-Haarstrang, Berg-Klee, Blaugrünes Labkraut, Borstiges Vergissmeinnicht, Braunes Mönchskraut, Deutscher Enzian, Deutsches Filzkraut, Doldiges Habichtskraut, Dreizahn, Dreizähniges Knabenkraut, Duft-Skabiose, Echter Wiesenhafer, Echter Wundklee, Echte Schlüsselblume, Echtes Tausendgüldenkraut, Einjähriger Ziest, Erd-Segge, Feinblättrige Schafgarbe, Felsen-Fetthenne, Felsen-Gelbstern, Festuca myura, Fieder-Zwenke, Flaches Rispengras, Flaumiger Wiesenhafer, Früh-Segge, Frühlings-Spark, Gebogene Wiesenraute, Gefleckte Flockenblume, Gelbe Skabiose, Gelber Wau, Genfer Günsel, Gewöhnliche Kreuzblume, Gezähnter Feldsalat, Golddistel, Großblütige Braunelle, Großer Knorpellattich, Großes Knorpelkraut, Heil-Ziest, Hügel-Erdbeere, Hügel-Klee, Hügel-Meier, Kelch-Steinkraut, Spatzenzunge, Kleines Knabenkraut, Kleines Leinkraut, Kleinfrüchtiger Leindotter, Knäuel-Glockenblume, Knöllchen-Steinbrech, Kohl-Lauch, Mauer-Gipskraut, Möhrenförmige Haftdolde, Nelken-Schmielenhafer, Nelken-Sommerwurz, Niederliegender Ehrenpreis, Nordisches Labkraut, Ohrlöffel-Leimkraut, Pariser Labkraut, Pfirsichblättrige Glockenblume, Purgier-Lein, Purpur-Tragant, Raues Veilchen, Rispige Graslilie, Rote Schuppenmiere, Rotfrüchtiger Nachtschatten, Rötliches Fingerkraut, Saat-Mohn, Scharfes Berufkraut, Schmalblättrige Wicke, Schopfige Kreuzblume, Schreberische Segge, Sichelblättriges Hasenohr, Silbergras, Skabiosen-Flockenblume, Stängellose Kratzdistel, Steppen-Lieschgras, Steppenfenchel, Haar-Pfriemengras (Stipa capillata), Taubenkropf-Leimkraut, Thesium linariaefolium, Nickender Löwenzahn (Thrincie, Leontodon saxatilis), Violette Königskerze, Weißes Fingerkraut, Wehrlose Trespe, Wiesen-Bocksbart, Wiesen-Kuhschelle, Wiesensalbei, Wiesen-Trespe und Zwerg-Filzkraut.
Bemerkenswert ist die damalige Aufführung des Pariser Labkrauts, welches heute in Deutschland als ausgestorben gilt. Im Juli 1866 wurde auch das Vorhandensein von Gewimpertem Mastkraut festgestellt.

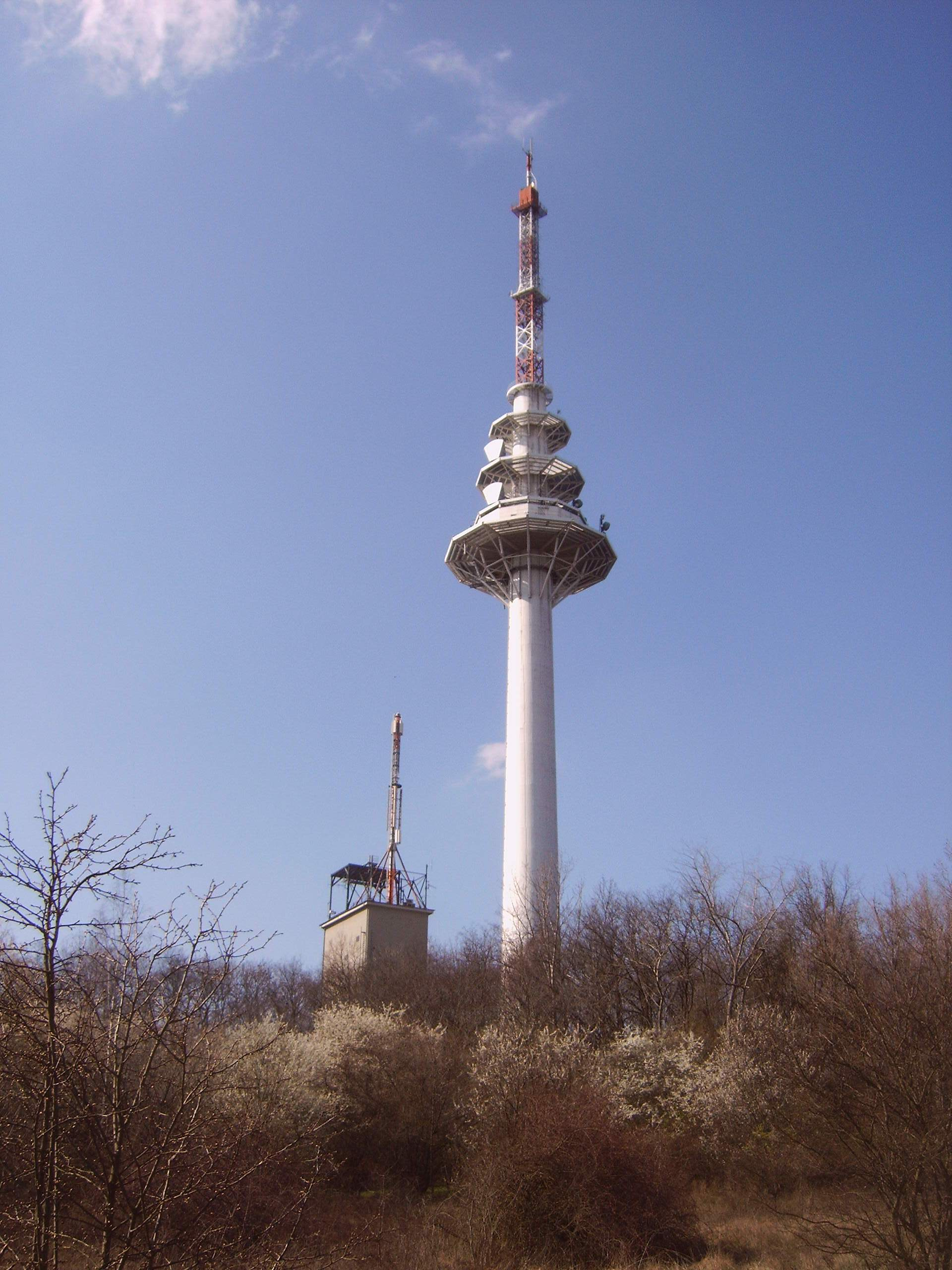
Sendeanlagen auf dem Frohser Berg

## Senderanlage
Auf dem Frohser Berg betreibt die Deutsche Telekom AG mit dem Sender Frohser Berg einen 158 Meter hohen Sendeturm für UKW, DAB, Richtfunk und Mobilfunk.

## Sagen
Um den Hügel ranken sich mehrere Sagen. So wird von einem Fuhrmann berichtet, der in der Teufelsküche, einer Schlucht in der Nähe des Bergs, wohl zwischen Kreuzberg und Krötenberg gelegen, ununterbrochen gefahren sei, ohne jedoch vom Fleck zu kommen. Eine andere Sage berichtet von der alten Quelle Oll-Heinrich-Spring und wie sie zu ihrem Namen kam. 
Unter dem Namen Der Schatz in der Teufelsküche bei Westerhüsen ist eine weitere Sage überliefert. Danach soll ein Mitte des 17. Jahrhunderts beim Westerhüser Schäfer als Knecht arbeitender Peter Wendeborn sich in die Tochter Marie des wohlhabenden Bauern Christian Meylin verliebt haben, die die Liebe auch erwiderte. Der Bauer war jedoch gegen die Heirat seiner Tochter mit dem mittellosen Knecht. Vor lauter Liebeskummer verlor Peter an einem Sommertag drei Schafe mitsamt ihren Lämmern. Der Schäfer schickte ihn am Abend los, um die Tiere zu suchen. Nachdem er in den Wellenbergen und den Sohlener Bergen vergeblich gesucht hatte, kam er in der Dunkelheit schließlich zur Teufelsküche am Frohser Berg. Auch dort suchte er vergeblich. So legte er sich dort zur Nachtruhe in das Gras. Um Mitternacht erschien ihm plötzlich ein Mann mit zottigen Haaren am ganzen Körper und einem bis zum Bauch reichenden Bart. In einer Hand hielt der Mann einen großen Stab, der einer entwurzelten Tanne glich. Der Mann stellte sich als Schatzhüter auf der Teufelsküche vor und bot Peter an, einen Schatz zu heben. Peter wies den Geist als Werk Satans von sich. Der Schatzhüter schaute bedauernd und begann trotzdem die Lage eines Schatzes zu erläutern. Wenn er den Schatz heben wolle, müsse er eine etwas weiter südlich befindliche, wie ein eingefallenes Grab aussehende Grube weiter aufgraben. Er werde dort auf eine viereckige Steinplatte stoßen. Dahinter sei eine kleine Öffnung, durch die er eine Treppe mit 27 Stufen erreichen würde. Am Fuße der Treppe befinde sich eine geräumige Halle mit drei Türen. Hinter der rechten Tür liegen die Gebeine des ehemaligen Schatzherren, hinter der linken sei die Unkenkammer, in der Ottern und Schlangen leben. Beide Türen solle er meiden. Hinter der mittleren Tür sei ein großer Schatz von Gold und Edelsteinen. Er dürfe sich aus einer kupfernen Schale in der Mitte soviel Gold- und Silberstücke nehmen wie er nur tragen könne. Eine spätere Rückkehr zum Schatz sei jedoch ausgeschlossen. Die Tür zu dieser Kammer sei fest verschlossen und ließe sich nur mit einer Springwurz öffnen. Wie er die erlange, könne ihm jeder kundige Waidmann sagen. Wenn er gehe, solle er die Grube wieder zuschütten. Daraufhin verschwand die Erscheinung.
Peter musste ohne Schafe zurück nach Westerhüsen, worauf der Schäfer Ersatz für die verschwundenen Tiere verlangte und mit Kündigung drohte, wenn er nicht bis Johannes die Schafe wieder beschafft hätte. Zwei Tage vor Johannes traf Peter in der Nähe der Landstraße einen alten Waidmann. Man freundete sich an und Peter fragte nach einer Springwurzel. Der Mann riet ihm die Bruthöhle eines Schwarzspechts zu suchen und diese nach Ausflug des Spechts mit einem Stock zu verschließen. Der Specht würde sich dann selbst eine Springwurzel suchen und so den Eingang öffnen. Lege man dann ein großes rotes Tuch unter den Baum, würde sich der Specht über das vermeintliche Feuer erschrecken und die Wurzel fallen lassen. Wichtig sei es jeden Tag etwas Kreuzdornholz an die Wurzel zu binden.
Tatsächlich wurde Peter zu Johannes entlassen. Von seinem Lohn wurden die Kosten für die Schafe abgezogen, so dass er nur mit zwei Talern seines Weges zog. Er entschloss sich dem Rat des Schatzwächters und des Waidmannes zu folgen. Mit der Fähre Westerhüsen setzte er über die Elbe in die Kreuzhorst über. In einer alten, halb abgestorbenen Erle fand er ein Schwarzspechtnest. Er verfuhr so, wie ihm der Waidmann geraten hatte. Einen roten Mantel borgte er sich vom Schönebecker Scharfrichter Meister Hämmerling. Tatsächlich kam der Specht mit einem Stock im Schnabel zurück und ließ ihn angesichts des roten Mantels fallen. Peter ging mit dem in Kreuzdornholz eingebundenen Stock des Abends auf dem Weg von Westerhüsen nach Welsleben und kam nach etwa einer halben Stunde zur Teufelsküche, wo er alles so fand wie es der Schatzwächter gesagt hatte. Mit Hilfe der Wurzel gelang es ihm die Schatzkammer zu öffnen. Er nahm soviel Gold und Silber wie er tragen konnte. Die Springwurzel vergaß er vor lauter Angst und Aufregung in der Kammer, die sich hinter ihm wieder schloss. Als nun wohlhabender Mann erwarb er einen Bauernhof in Randau und konnte letztlich auch seine geliebte Marie heiraten.
Die Sage könnte, hoch spekulativ, als Hinweis auf eine hier möglicherweise ursprünglich vorhandene prähistorische Grabanlage zu deuten sein. Als reales Vorbild für die Sage wird der 1718 verstorbene Randauer Schafmeister und Gutspächter Peter Bodenburg vermutet.